# 焦玄鑑
焦玄鑑（1520年—1572年），字仲明，號洪潭，直隸寧國府太平縣人，民籍，明朝政治人物。

## 生平
嘉靖十九年（1548年）庚子科應天府鄉試第四十五名舉人。隆慶二年（1568年）中式戊辰科會試第一百十一名，二甲第七十四名進士。授户部主事。改职方，巡九门，诸羽林材官无敢犯者。会新郑相（高拱）专恣，将以铨曹处鉴，急告归。

## 家族
曾祖焦杞祥；祖父焦榖榮；父焦暹，母陳氏。永感下。